# Synagogue de Langen (1902-1938)

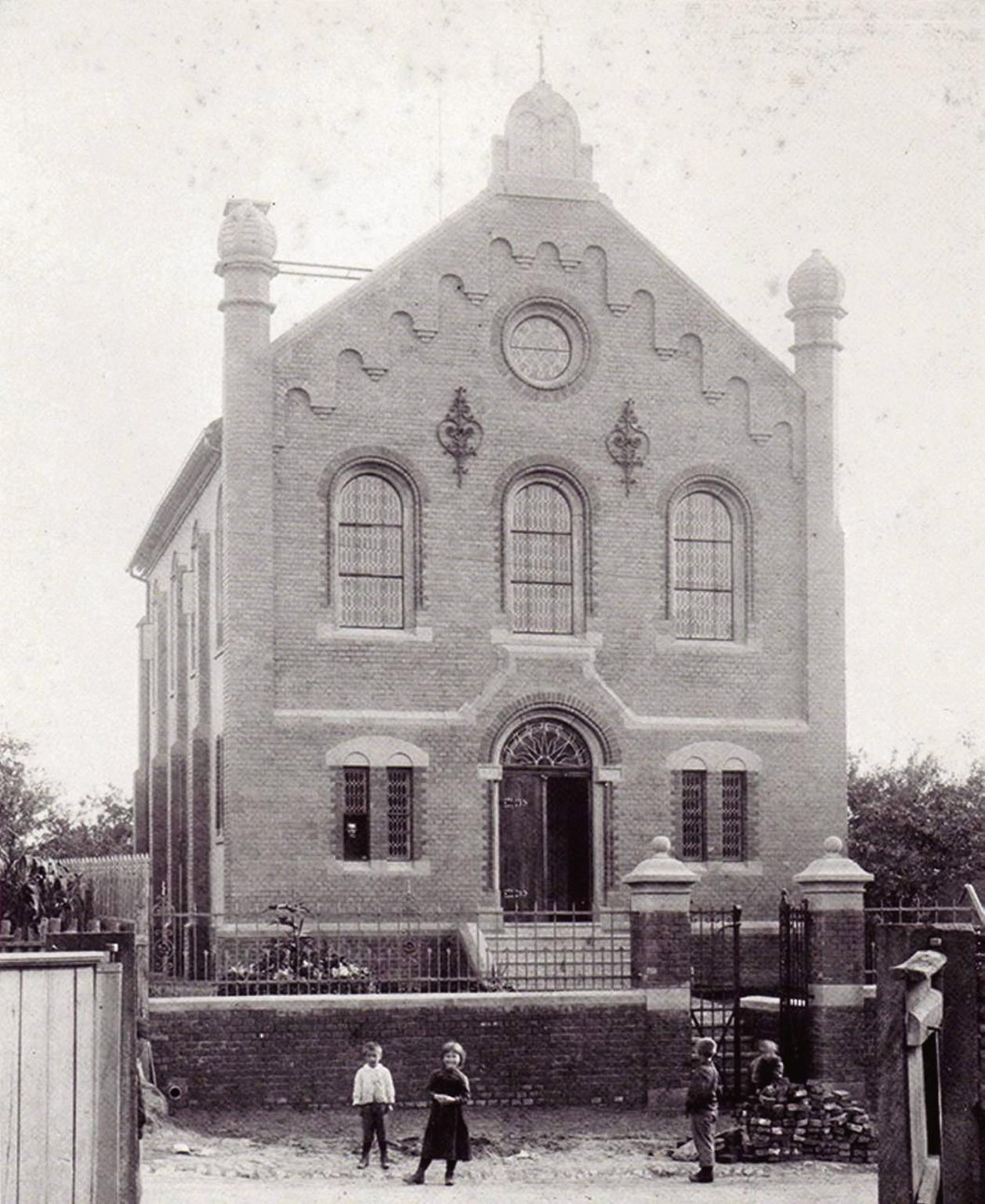
La synagogue de Langen

La synagogue de Langen était le centre religieux de la communauté juive de la ville de Langen depuis son inauguration en 1902 jusqu'à sa destruction lors de la nuit de Cristal du 9 au 10 novembre 1938.
Langen est une ville du sud de la Hesse, en Allemagne, située dans l'arrondissement d'Offenbach. La ville située à environ 15 km au nord de Darmstadt et 35 km à l'est de Mayence (Magenza), compte actuellement environ 40 000 habitants.

## Histoire de la communauté juive

### La communauté juive avant le nazisme
Une communauté juive a existé à Langen jusqu'en 1938-1942. Son origine remonte au XVIIe siècle. En 1678, un Mose de Langen est mentionné. En 1700, les livres de comptes de la ville mentionnent les Schutzjuden (Juifs protégés) Wolf, Moses et Süßmann. En 1710, on compte quatre familles. Selon les données de 1734, les familles juives de la localité ont cette année-là huit enfants au total. En 1808, les familles juives doivent prendre des noms de famille fixes. Les familles établies de longue date sont alors les suivantes : Bendheim, Eppstein, Kahn, Markus, Neu, Schloß, Simon, Strauß et Wolf.
Le nombre d'habitants juifs évolue comme suit dans le courant du XIXe siècle et au début du XXe siècle : en 1828 31 habitants juifs; en 1840, ils sont 50; en 1861, 60 soit 2,0 % du nombre total de 3 978 habitants de la ville; en 1871, 77 soit 2,1 % de 3636; en 1880, 60 soit 1,8 % de 4475; en 1900, 91 soit 1,6 % des 5 632 habitants de la ville; en 1905, 91 en comptant les 25 personnes juives vivant à Dreieichenhain, rattachées à la communauté de Langen; en 1910 il y a 102 Juifs soit 1,4 % de 7 134 habitants. 

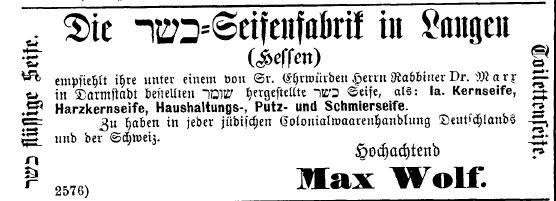
Réclame pour les savon cacher de Max Wolf

Les chefs de familles juifs de Langen sont pour la plupart des hommes d'affaires respectés. Parmi eux, on compte jusque vers les années 1930 des industriels comme Max Markus Wolf propriétaire d'une savonnerie spécialisée en savon cacher, reprise plus tard par Samy et Friedrich Wolf; le médecin et conseiller sanitaire, Dr. Ferdinand Fürst; l'avocat Emanuel Rothschild, des marchands de bétail juifs, des bouchers, un brocanteur, un maître cordonnier, des commerçants dans le textile, les articles chaussants, le commerce du bois et les assurances. Les produits de la fabrique de savon Wolf de Langen est connus dans les milieux juifs de toute l'Allemagne.
La communauté possède une synagogue, une école religieuse, un mikvé (bain rituel) et, depuis 1876, un cimetière. Auparavant, les morts de la communauté juive étaient enterrés à Groß-Gerau située à environ 18 km. Pour s'occuper des tâches religieuses de la communauté, celle-ci engage un professeur de religion, qui fait également office de chef de prière et de shochet (abatteur rituel). Malgré de multiples annonces, le poste est souvent vacant.  
Pendant la Première Guerre mondiale, la communauté perd au front deux de ses membres, dont le nom est inscrit sur un monument commémoratif à l'entrée du cimetière juif.
En 1919, les responsables de la communauté sont Max Markus Wolf (industriel), Gustav Strauß (commerçant), Anton Schiff (cordonnier), Isaak Markus (commerçant) et Markus Kahn (commerçant). Vers 1924, alors que l'on compte 80 habitants juifs soit 0,8 % d'une population totale d'environ 9 000 habitants, les responsables de la communauté sont Max Wolf, Jonas Schloß et Isaak Markus. Jonas Schloß est alors enseignant bénévole. Six enfants juifs en âge d'être scolarisés reçoivent un enseignement religieux juif durant l'année scolaire 1924-1925. Ils seront autant pour l'année scolaire 1931-1932. Parmi les associations juives, il y a la Chewra Kadischa une association de piété qui compte en 1924 30 membres sous la direction de Gustav Strauß. Vers 1932, 80 personnes juives sont enregistrées dans la ville. Les responsables de la communauté sont alors: Jonas Schloß en tant que président, Isaak Markus 1er vice-président et Julius Rossmann 2ème vice-président. Le hazzan (chantre) et enseignant est J. Markus.

### La période nazie et la fin de la communauté
En 1933, à l'avènement d'Hitler, 24 familles juives, soit 76 personnes, vivent encore à Langen. Au cours des années suivantes, la plupart des membres de la communauté vont quitter la ville, soit partir vers des grandes villes allemandes, soit émigrer, en raison de la privation croissante des droits et des représailles. Au total, 58 personnes s'installent à Francfort-sur-le-Main. Six personnes émigrent en Palestine et trois aux États-Unis. Plusieurs personnes vont ultérieurement émigrer de Francfort vers l'Amérique, l'Angleterre ou d'autres pays. Jusqu'en 1936, les responsables de la communauté sont Jonas Schloß, Julius Rossmann et Moritz Kahn, sur la base des élections de 1933. Lors de la nuit de Cristal de novembre 1938, la synagogue est détruite et de nombreux commerces et habitations détenus par des Juifs sont pillés et vandalisés. Les habitants juifs sont enfermés dans la mairie de la ville (aujourd'hui Altes Rathaus au 3 Wilhelm-Leuschner-Platz, où une plaque commémorative a été apposée sur la façade extérieure en mai 1990) et sévèrement maltraités. En 1939, seules deux personnes juives vivent encore à Langen. Seule une Mischehe (femme juive mariée à un aryen) survit à la guerre à Langen.
Le mémorial de Yad Vashem de Jérusalem et le Gedenkbuch - Opfer der Verfolgung der Juden unter der nationalsozialistischen Gewaltherrschaft in Deutschland 1933-1945 (Livre commémoratif – Victimes des persécutions des Juifs sous la dictature nazie en Allemagne 1933-1945) répertorient 42 habitants nés, ou ayant vécu longtemps à Langen parmi les victimes juives du nazisme.

## Histoire de lasynagogue

### La construction de la synagogue
Dans la première moitié du XIXe siècle, les services religieux sont tenus dans une salle de prière louée. En 1852, la communauté juive acquiert un bâtiment au 10 Borngasse, non loin de l'ancienne Ludwigsplatz, aujourd'hui Wilhelm-Leuschner-Platz, dans lequel une salle de prière est aménagée. Vers 1880, ce bâtiment est agrandi car les locaux deviennent trop petits pour le nombre croissant de membres de la communauté. 

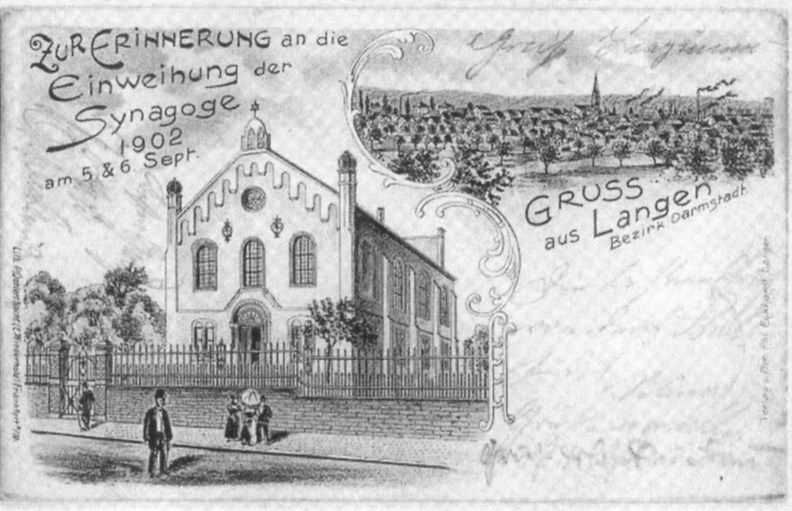
Carte postale émise en souvenir de l'inauguration de la synagogue

En 1901, la communauté juive acquiert un terrain à bâtir au 25 Dieburger Straße pour y construire une synagogue. L'inauguration de la synagogue par le rabbin de Darmstadt, Dr Lehmann Marx se déroule en septembre 1902: 
« Langen, 10 septembre 1902. C'est là qu'a eu lieu ces jours-ci l'inauguration solennelle de la nouvelle synagogue, dont la construction avait commencé il y a un an. Le bâtiment se trouve dans la Dieburgerstraße (et non pas dans la Dillenburger Straße), à la sortie sud-est de la petite ville, il est construit en briques rouges et fait bonne impression sur le visiteur. Le coût de la construction, y compris le terrain, s'est élevé à environ 20 000 marks, une somme que la communauté a financée par ses propres moyens. L'architecte était Monsieur Friedrich Munz de Langen. Une communauté israélite existait déjà à Langen avant l'année 1853. Jusqu'à présent, les israélites célébraient le culte dans un bâtiment discret, non loin de la Ludwigsplatz. C'est là que se sont rassemblés, vers les deux heures de l'après-midi, les participants à la cérémonie d'inauguration.
Un service d'adieu a eu lieu dans l'ancienne maison de Dieu. Après la prière et un chant choral, les rouleaux de la Torah ont été retirés et remis aux porteurs. Ensuite, les participants se sont dirigés en cortège vers la nouvelle synagogue. En tête, la fanfare des pompiers, suivi du chœur de la synagogue dirigée par son chef, Monsieur Eisenberger. Elles étaient suivies de plusieurs dames d'honneur vêtues de blanc, avec au centre la porteuse de la clé de la nouvelle synagogue. Puis derrière, elles marchaient le rabbin Dr. Marx de Darmstadt, en grande tenue, et le chantre Heilmann. Parmi les autorités de l'État et de la ville, on remarquait le conseiller d'arrondissement d'Offenbach, Monsieur von Hombergk, et le bourgmestre de Langen, Monsieur Metzger. Le maître d'œuvre déjà et les ouvriers du bâtiment formaient la suite du cortège.
Les dirigeants de la communauté israélite, Messieurs Schloß, Metzger, Herz-Strauß, Simon et Wolff, se sont avancés précédant les associations participantes: l'Association des citoyens; la Société de tir; la chorale de l'église; la Société d'embellissement; la chorale Eintracht (de l'Unité); la chorale Frohsinn (de la Joie); la chorale Liederkranz (Couronne de chants); l'Association militaire; l'Association des vétérans; l'Association de gymnastique; la Société de gymnastique; l'Association de gymnastique Vorwärts (En Avant); l'Association des cyclistes; les collèges des enseignants de l'école primaire et de l'école publique; les responsables des églises catholique et protestante; les membres de la communauté et les invités ont formé le cortège qui s'est d'abord arrêté devant la nouvelle synagogue.
Mademoiselle Rosa Wolff a remis la clé au rabbin en lui adressant un discours sous forme poétique. Le Dr Marx a ensuite ouvert la porte d'entrée en prononçant les mots suivants en hébreu : « Que la porte s'ouvre maintenant, afin qu'entre un peuple qui garde la fidélité. Que Dieu qui nous a protégés dans l'ancienne maison, qu'il nous protège désormais pour l'éternité ». Le service divin de fête a été introduit par plusieurs chants du chantre avec le chœur. Le sermon, accompagné d'une prière pour le prince, a été prononcé par le Dr Marx. Il a remercié en premier lieu les souscripteurs, les bâtisseurs et la municipalité de Langen pour leur gentillesse et leurs mérites dans la construction de la maison de Dieu. Il a ensuite béni le bâtiment et a rappelé sa signification, sa destination et son objectif. Si le déplacement des rouleaux de la Torah avait déjà eu lieu avant le sermon, les rouleaux ont maintenant été placés dans l'Arche Sainte, qui a été fermée à la fin de la cérémonie.
L'intérieur de la synagogue est peint en blanc, le plafond est décoré d'étoiles dorées, elle possède une galerie à laquelle on accède par un escalier spécial. Un magnifique petit jardin entoure l'ensemble du bâtiment et contribue largement à son embellissement. »
La synagogue possède 80 places assises pour les hommes et 35 pour les femmes.

### La vie de la synagogue
En 1927, 25 ans après l'inauguration de la synagogue, la communauté juive fait rénover le bâtiment. Des modifications architecturales sont apportées à l'intérieur, d'autant plus que la communauté a décidé de se détacher du district rabbinique orthodoxe de Darmstadt et de rejoindre l'association libérale. Une peinture de la synagogue est également commandée au peintre Max Lazarus (1892-1962), originaire de Trèves, qui avait déjà peint auparavant les synagogues de Merzig et de Neumagen, entre autres. À Langen, Lazarus peint, dans un style expressionniste à grande échelle, les murs longitudinaux de la partie orientale avec un chandelier à sept branches, posé sur un socle et encadré par des bandes semi-circulaires de nuages. Le mur est, au-dessus du sanctuaire de la Torah, est décoré d'un ciel étoilé, d'un arc-en-ciel et d'une bande de nuages, avec la fenêtre ronde orientale représentant un soleil levant, dont les rayons remplissent les écoinçons en un arc de cercle. Le plafond plat, au-dessus de la partie est de la synagogue est orné d'une étoile de David sur un fond sombre. Á l'occasion du 25e anniversaire de la synagogue, une plaque commémorative est apposée en hommage aux soldats de la communauté tombés au combat lors de la Première Guerre mondiale.
Le 22 octobre 1927, la synagogue rénovée est de nouveau inaugurée par le rabbin de Darmstadt, Dr. Italiener:
« Le samedi 22 octobre, à l'occasion du 25ème anniversaire de la synagogue, a eu lieu l'inauguration d'une plaque commémorative pour les fils de la communauté qui ne sont pas rentrés de la guerre mondiale. Le point culminant de la journée a été la célébration religieuse qui a suivi l'office du chabbat du matin dans la synagogue rénovée et décorée pour l'occasion. Le rabbin Dr. Italiener de Darmstadt a prononcé le discours de consécration. Le premier pasteur Weber a transmis les félicitations au nom du conseil de l'église protestante et le bourgmestre Zimmer au nom de la communauté politique. La lettre de félicitations très chaleureuse de l'ecclésiastique catholique ainsi que celle de la fédération régionale des communautés religieuses israélites de Hesse ont été lues à haute voix. La cérémonie a été encadrée par des chants du cantor E. Hauser de Darmstadt. »

### Attaques contre la synagogue et sa destruction
Dès l'été 1935, des attaques sont perpétrés contre la synagogue de Langen. Dans une communication de la ville du 14 août 1935 à l'administration de l'arrondissement d'Offenbach, on peut lire : 
« Dans la nuit de vendredi à samedi de la semaine dernière, des têtes de mort et autres ont été apposées à la peinture sur la synagogue et la serrure de la porte d'entrée a été complètement obstruée. Les Juifs ont donc dû rester hors de la synagogue jusqu'à présent. L'ouverture de la porte n'a pas encore eu lieu, car les commerçants de Langen refusent de la réparer. Le Juif Schloß a demandé aujourd'hui de l'aide au soussigné, mais celle-ci a dû être refusée pour des raisons idéologiques. Nous en informons l'administration de l'arrondissement. – signé: Barth »
L'inaction de l'administration et la complicité de la population révolte un visiteur étranger. Le 22 novembre 1935, un Hollandais écrit au bourgmestre de Langen depuis Francfort : 
« ... Lors d'un tour d'Allemagne, je suis également passé par votre village. J'ai vu avec indignation que l'église des Israélites avait été barbouillée de mains de garçons avec l'inscription « Mort aux sémites ». Je plains les autorités pour leur lâcheté, car l'inscription n'a pas été effacée. Dans mon pays, nous ne pouvons pas imaginer qu'une église puisse être profanée sans que les autorités ne punissent les coupables. J'ai pris une photo de l'église avec l'inscription pour la publier dans le journal de mon pays »
Á la suite de ce courrier, le bourgmestre ordonne par lettre du 23 novembre 1935, à la communauté juive d'effacer l'inscription sur la synagogue avant 7 heures du soir, faute de quoi une plainte pénale serait déposée.
Le 9 mai 1938 le bourgmestre de Langen écrit à l'administration du district d'Offenbach:
«  ... Dans la nuit du 6 au 7 mai toutes les maisons des Juifs de Langen ont été recouvertes d'inscriptions « Jude verreck » (Mort aux Juifs) et autres, et la synagogue a été forcée et endommagée. Samedi soir, vers 7 heures, la synagogue a été prise d'assaut par une centaine de jeunes, les fenêtres ont été brisées ainsi qu'une grande partie du mobilier ... »
Lors de la nuit de Cristal, le 10 novembre 1938, après que le chef de la section locale du NSDAP soit revenu à Langen d'une visite d'instruction auprès du chef de district du NSDAP à Offenbach, la synagogue de Langen est incendiée sur son ordre. Tôt le matin, de nombreux membres de différentes organisations nazies, SA et SS, se rassemblent et pénètrent dans le bâtiment de la synagogue. Ils détruisent l'intérieur à coups de hache, sous les applaudissements de la foule. Lorsque les pompiers arrivent, le bâtiment est déjà en flammes et ceux-ci reçoivent l'ordre de ne protéger uniquement les bâtiments alentours. La synagogue sera entièrement détruite. Par la suite, les nazis parcourent la ville, pénètrent dans les maisons et les appartements appartenant aux habitants juifs, pillant et démolissant leurs biens.  
Le terrain de la synagogue est acheté par la commune de Langen. Les ruines vont rester jusqu'à la fin de la guerre et ne seront rasées qu'en 1946.  
La même année, un monument commémoratif est érigé sur la place de l'ancienne synagogue avec des pierres provenant de la synagogue détruite. Sur un monument, la coupole de l'ancienne synagogue est représentée avec l'étoile de David. Il s'agit de l'un des premiers monuments commémoratifs pour les victimes de la Shoah en Hesse. On peut y lire: 
« In Langen lebten seit dem 17. Jahrhundert jüdische Einwohner. Im Jahre 1933 zählte die jüdische Gemeinde 77 Mitglieder. Während der Nazigewaltherrschaft von 1933 bis 1945 wurden diese Menschen gedemütigt, entrechtet, vertrieben, misshandelt und ermordet. Ihr Schicksal wird nicht vergessen. Aus den Trümmern der an dieser Stelle von den Nazischergen zerstörten Synagoge wurde im Jahre 1946 dieses Mahnmal errichtet. Heilig ist uns die Erinnerung an die Opfer ohne Zahl.
(Des habitants juifs vivaient à Langen depuis le XVIIe siècle. En 1933, la communauté juive comptait 77 membres. Pendant la tyrannie nazie de 1933 à 1945, ces personnes ont été humiliées, privées de leurs droits, expulsées, maltraitées et assassinées. Leur sort n'est pas oublié. Ce mémorial a été érigé en 1946 à partir des décombres de la synagogue détruite à cet endroit par les nazis. Sacré est pour nous le souvenir de ces victimes sans nombre)